# Perizoma trigonata
Perizoma trigonata är en fjärilsart som beskrevs av Adrian Hardy Haworth 1802. Perizoma trigonata ingår i släktet Perizoma och familjen mätare. Inga underarter finns listade i Catalogue of Life.